# Emil Lundblad
Lars Emil Lundblad, född den 10 oktober 1887 i Lund, död den 6 maj 1965 i Dalby församling, Malmöhus län, var en svensk präst.
Lundblad avlade filosofie kandidatexamen vid Lunds universitet 1910 och teologie kandidatexamen 1913. Han prästvigdes i Lunds domkyrka sistnämnda år. Lundblad blev regementspastor vid Skånska dragonregementet och kyrkoadjunkt i Ystads församling 1916 och kyrkoherde i Fulltofta och Äspinge församlingar 1919. Han var kyrkoherde i Dalby, Hällestad, Bonderup och Gödelöv 1925–1956 och kontraktsprost i Torna 1933–1956. Lundblad var lärare i de praktisk-teologiska övningarna vid Lunds universitet 1934–1941 samt ordförande i styrelsen för Åkersbergs lanthushållsskola 1921–1961 och för Lunds stifts kyrkliga ungdomsförbund 1937–1951. Han var ledamot av Lunds stifts domkapitel 1948–1954. Lundblad blev ledamot av Nordstjärneorden 1942. Han är begravd på Dalby gamla kyrkogård.